# Бійськ (аеропорт)
Аеропорт Бійськ (ICAO: UNBI) — пасажирський аеропорт в Росії розташований за 12 км на схід від Бійська. 
Може приймати повітряні судна третього класу Ан-24, Як-40 і вертольоти. З 2009 року законсервовано.